# Hemigrammus mahnerti
Hemigrammus mahnerti és una espècie de peix de la família dels caràcids i de l'ordre dels caraciformes.

## Morfologia
- Els mascles poden assolir 2,8 cm de llargària total.[1]

## Hàbitat
Viu a àrees de clima temperat.

## Distribució geogràfica
Es troba a Sud-amèrica: conques dels rius Paranà i Paraguai.